# Aude
Aude (11; AFI: [od]) es un departamento de Francia cuya capital es Carcasona. Forma parte de la región de Occitania.  Su gentilicio francés es Audois, y toma nombre del río Aude, el antiguo río Atax de los romanos.
De las tres patrias del cassoulet (Carcasona, Castelnaudary y Toulouse) dos se encuentran en Aude (Carcasona y Castelnaudary), siendo el cassoulet uno de los platos más célebres de la gastronomía francesa.

## Historia
Durante la Edad Media , hasta la fecha del Tratado de Corbeil (1258), eran territorios del Rey de Aragón.
El departamento de Aude fue uno de los ochenta y tres creados el 4 de marzo de 1790, en aplicación de la ley del 22 de diciembre de 1789. Sus fronteras abarcan lo que anteriormente fue una parte de la provincia de Languedoc.

## Distritos
El departamento de Aude consta de tres distritos:

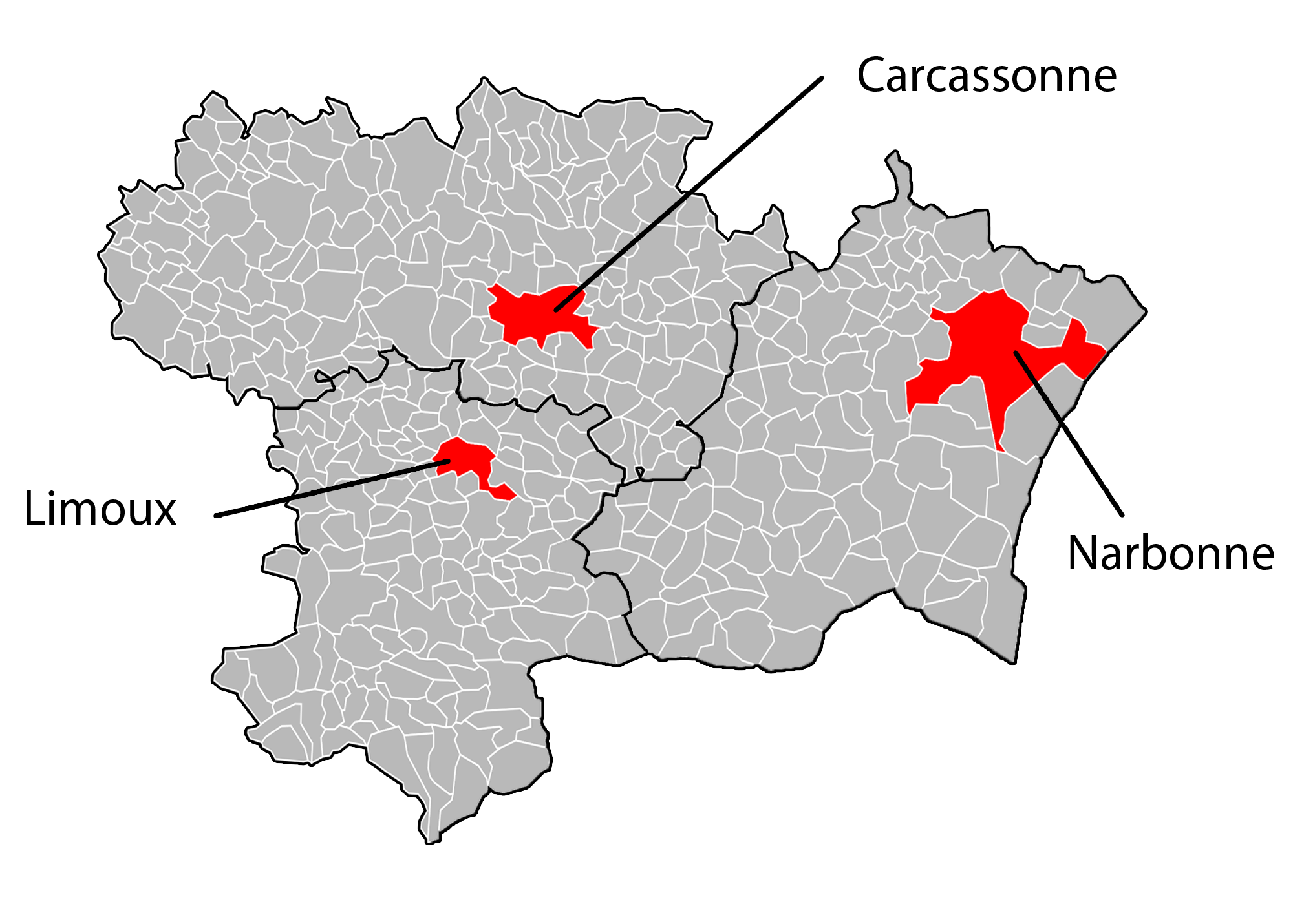
Distritos de Aude

- Carcasona
- Limoux
- Narbona

## Geografía
- Está limitado por los departamentos de Hérault al noreste, Tarn al norte, Alto Garona al noroeste, Ariège al sudoeste,  Pirineos Orientales al sur, y por el mar Mediterráneo (47km de costa) al este.
- Por Aude pasan los ríos Aude, Orbieu y Hers.
- Punto más alto: Pic du Madrès (2.469m). Punto más bajo: 0m (costa mediterránea)
- Carretera más alta: Col du Pradel (1.679m)
- Otras cimas: Pic du Bernard-Sauvage (2.423m), Picaucel (2.027m), La Glèbe (2.024m)
- Mayor lago: Étang de Bages-et-de-Sigean (45 km²)
- Estanques salados: Étang de Salses-Leucate (110 km², compartido con los Pirineos Orientales), Étang de Gruissan (25 km²), Étang de l'Ayrolle y Étang de Campignol (16 km² entre ambos), Étang de Lapalme
- Lagos de l'Estrade, Étang de Pissevaches y Lago de Montbel
- Desfiladeros de la Pierre-Lys, Gorges de Galamus, de la Frau, del Orbieu, del Aude
- Grutas de Limousis, de Laguzou, de Cabrespine (sima gigante)

## Regiones naturales

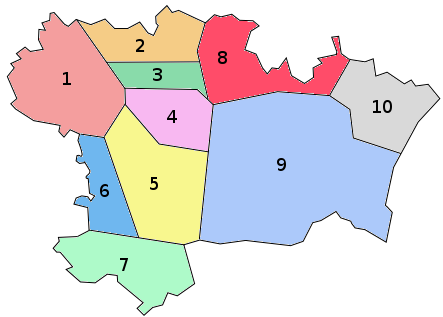
Regiones naturales de Aude

El departamento se divide en diez regiones naturales:
1. Lauragais
2. Montaña Negra
3. Cabardès
4. Carcassès
5. Rasés
6. Quercorb
7. País de Sault
8. Minervois
9. Corbières
10. Narbonnais

## Clima
El clima de Aude es predominantemente mediterráneo. 
El otoño se caracteriza por tormentas violentas y rápidas. 
El verano es a menudo caliente y seco, lo que favorece el cultivo de la vid y el olivar. Sin embargo, el departamento es una tierra de contrastes: 
Al norte, la Montagne Noire (montaña negra) y, al sur, el país de Sault tienen climas de montaña, con temperaturas a veces muy bajas en invierno. 
Al oeste, el clima es de tipo aquitano, con precipitaciones más importantes, mientras que al este el clima es puramente mediterráneo.
En el centro, en la región Limouxine, Carcassonnaise y del Razès, el clima es intermedio, con exposiciones importantes a los vientos. Los vientos están a menudo presentes en el Aude. Es uno de los departamentos franceses más ventosos con 300 a 350 días de viento por año. Este fenómeno se debe principalmente a los relieves septentrionales y meridionales que forman un pasillo. 
En el noroeste sopla el Cers, llamado Tramontane en Provenza, que es un viento de tierra. Es un viento seco y violento y frío en invierno. Al contrario, sopla el Autan que es caliente y húmedo y procede del mar al sureste. Estos vientos regulares han permitido instalar centrales eólicas como en Avignonet-Lauragais.

## Demografía
| 1801    | 1831    | 1841    | 1851    | 1856    | 1861    | 1866    |
| ------- | ------- | ------- | ------- | ------- | ------- | ------- |
| 225.228 | 270.125 | 284.285 | 289.747 | 282.833 | 283.606 | 288.626 |
| 1872    | 1876    | 1881    | 1886    | 1891    | 1896    | 1901    |
| 285.927 | 300.065 | 327.942 | 332.080 | 317.372 | 310.513 | 313.531 |
| 1906    | 1911    | 1921    | 1926    | 1931    | 1936    | 1946    |
| 308.327 | 300.537 | 287.052 | 291.951 | 296.880 | 285.115 | 268.889 |
| 1954    | 1962    | 1968    | 1975    | 1982    | 1990    | 1999    |
| 268.254 | 269.782 | 278.323 | 272.366 | 280.686 | 298.712 | 309.770 |

Las mayores ciudades del departamento son (datos del censo de 2014):
- Narbona 52.855 habitantes; la aglomeración la forma un único municipio.
- Carcasona: 45.941 habitantes; la aglomeración la forma un único municipio.
- Castelnaudary: 11.096 habitantes, 11.876 en la aglomeración.

## Economía

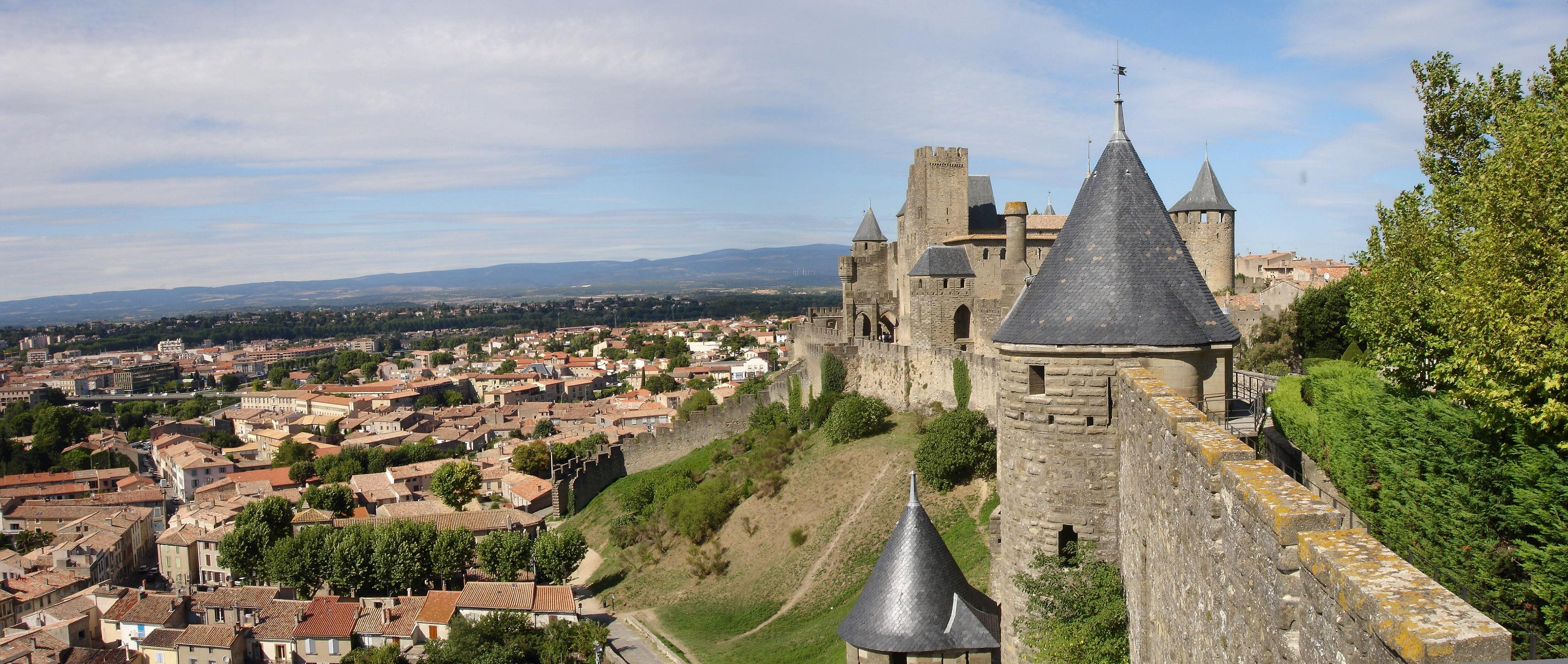
Vista de la ciudad de Carcasona desde la Cité

Con poca importancia de la industria (centrada en las ciudades principales y en Port-la-Nouvelle), los principales recursos provienen de la agricultura (principalmente de los cultivos de la vid) y, sobre todo, del turismo. Lugares de interés son la ciudad fortificada de Carcasona, el conjunto monumental de Narbonne, la abadía de Fontfroide, los castillos de Peyrepertuse y Quéribus y la reserva africana de Sigean, entre otros.

## Política
El Consejo General del Aude está controlado por el Partido Socialista, que tiene la mayoría absoluta. Esta asamblea es el órgano deliberante del departamento.
Las atribuciones principales del Consejo General son la de votar el presupuesto del departamento y la de escoger de entre sus miembros una comisión permanente, formada por un presidente y diversos vicepresidentes, que conformarán el ejecutivo del departamento. Desde 1998, ocupa la presidencia del Consejo General el socialista Marcel Rainaud. Actualmente,[¿cuándo?] la composición política de esta asamblea es la siguiente:
- Partido socialista (PS): 26 consejeros generales
- Unión por un Movimiento Popular (UMP): 4 consejeros generales
- Partido Comunista Francés: 2 consejeros generales
- No adscritos de izquierdas: 2 consejeros generales
- No adscritos de derechas: 1 consejero general